# Catopta dusii
Catopta dusii is een vlinder uit de familie van de houtboorders (Cossidae). De wetenschappelijke naam van de soort werd voor het eerst geldig gepubliceerd in 2013 door Yakovlev, Saldaitis, Kons & Borth. De soort komt voor in China.